# Apseudes estuarius
Apseudes estuarius är en kräftdjursart som beskrevs av Donald F. Boesch 1973. Apseudes estuarius ingår i släktet Apseudes och familjen Apseudidae. Inga underarter finns listade i Catalogue of Life.